# Poa myriantha
Poa myriantha là một loài cỏ trong họ hòa thảo, thuộc chi poa.